# Décès en 1973
Décès
- 1969
- 1970
- 1971
- 1972
- 1973
- 1974
- 1975
- 1976
- 1977

Cet article présente une liste de personnalités mortes au cours de l'année 1973.

Les mois de l'année font également l'objet de listes spécifiques :

## Décès par mois

### Inconnu
- José Bardina, footballeur espagnol (° 9 avril 1912).
- Raoul Brygoo, peintre, illustrateur, graveur et architecte français (° 24 novembre 1886).
- Richard Chanlaire, peintre français (° 1896).
- Roger Deverin, peintre, illustrateur et décorateur français (° 14 mai 1884).
- Paul End, peintre français (° 1896).
- Albert Jeanneret, compositeur suisse (° 7 février 1886).
- Chevalier Milo, peintre français (° 1892).
- Jeanne Christen, peintre et dessinatrice française (° 1894).
- Jean Cottenet, peintre français (° 9 août 1882).
- Jean-Henri Couturat, peintre et peintre de vitraux français (° 1904).
- Claude Foreau, peintre français (° 1903).
- Grigory Gluckmann, peintre, illustrateur et lithographe russe puis soviétique (° 25 octobre 1898).
- Gino Gregori, peintre italien (° 6 janvier 1906).
- Jean-Louis Jemma, acteur français (° 1921).

### Janvier
- 3 janvier : Charles Emmanuel Jodelet, peintre et illustrateur français (° 24 décembre 1883).
- 5 janvier :
  - Alexandre Arnoux, écrivain français (° 27 février 1884).
  - Andrée Bordeaux-Le Pecq, peintre française (° 3 octobre 1910).
  - Isaac Dobrinsky, peintre français (° 7 mars 1891).
  - Charley Garry, peintre et affichiste français (° 5 août 1891).
- 7 janvier : Alexandre de Spengler, peintre et graveur d'origine hollandaise (° 15 juillet 1893).
- 10 janvier : 
  - Eberhard Hanfstaengl, historien de l'art allemand (° 10 février 1886).
  - Karl Vollbrecht, chef décorateur allemand (° 16 janvier 1886).
- 14 janvier : Fernando Paggi, musicien et chef d'orchestre italo-suisse (° 3 juillet 1914).
- 16 janvier : Nellie Yu Roung Ling, danseuse chinoise (° 1889).
- 17 janvier : Fred Essler, acteur américain d'origine autrichienne  (°13 février 1895).
- 21 janvier : François Portron, as de l'aviation française (°13 juin 1890).
- 22 janvier :
  - Lyndon Johnson, président des États-Unis (° 27 août 1908).
  - Dragutin Vragović, footballeur yougoslave (° 1901).
- 24 janvier :
  - André Chauvel, footballeur français (° 29 juillet 1909).
  - Raoul Hynckes, peintre néerlandais (° 11 mai 1893).
- 26 janvier : Nguyen Nam Son, peintre vietnamien (° 15 février 1890).
- 28 janvier : Fernando Diego, footballeur espagnol (° 18 juin 1907).

### Février
- 3 février : André Barsacq, metteur en scène et directeur de théâtre français (° 5 février 1909).
- 7 février : Nikola Martinoski, peintre expressionniste macédonien (° 18 août 1903).
- 12 février : Benjamin Frankel, pianiste, compositeur et chef d'orchestre anglais (° 31 janvier 1906).
- 15 février :
  - Wally Cox, acteur américain (° 6 décembre 1924).
  - Achille Liénart, cardinal français, évêque de Lille (° 7 février 1884).
- 18 février :
  - Frank Costello, mafieu américain d'origine italienne (° 26 janvier 1891).
  - Manuel Dos Santos, matador portugais (° 11 février 1925).
- 20 février :
  - Silvan Gastone Ghigi, peintre  et sculpteur italien (° 18 avril 1928).
  - Lucien Raimbourg, comédien français (° 14 septembre 1903).
- 22 février : Jean-Jacques Bertrand, ancien premier ministre du Québec (° 20 juin 1916).
- 26 février : Jean Dries, peintre français (° 19 octobre 1905).
- 27 février : Émile Eigeldinger, coureur cycliste français (° 5 mai 1886).

### Mars
- 1er mars : Toshio Bando, peintre japonais (° 16 juillet 1895).
- 5 mars :
  - Rupert Crosse, acteur américain (° 29 novembre 1927).
  - Vilém König, footballeur austro-hongrois puis tchécoslovaque (° 18 septembre 1903).
  - Robert C. O'Brien, romancier et journaliste américain (° 11 janvier 1918).
- 6 mars : Pearl Buck romancière américaine (° 26 juin 1892).
- 8 mars :
  - George Beranger, acteur et réalisateur australien (° 27 mars 1895).
  - Pierre-Ludovic Dumas, peintre français (° 8 juillet 1891).
- 11 mars :
  - Abel Pineau, peintre, vitrailliste, fresquiste et graveur français (° 26 juillet 1895).
  - Vladimir Vavilov, guitariste, luthiste et compositeur soviétique (° 5 mai 1925).
- 13 mars : Melville Cooper, acteur anglais (° 15 octobre 1896).
- 17 mars : Maurice Savin, peintre, graveur, céramiste et médailleur français (° 17 octobre 1894).
- 18 mars : Roland Dorgelès, écrivain et journaliste français (° 15 juin 1885).
- 20 mars : Théo Herckenrath, coureur cycliste belge (° 22 juillet 1912).
- 21 mars : Âşık Veysel, poète, chanteur, compositeur et joueur de saz turc (° 25 octobre 1894).
- 23 mars :
  - Francisco Armet de Castellví, footballeur espagnol (° 5 novembre 1892).
  - Henri Sauvard, peintre paysagiste français (° 25 novembre 1880).
- 26 mars : Noël Coward, dramaturge britannique (° 16 décembre 1899).
- 27 mars : Aldo Carpi, artiste, peintre  et écrivain italien (° 6 octobre 1886).
- 29 mars : Ida Rosenthal, femme d'affaires américaine (° 9 janvier 1886).
- 31 mars :
  - Jean Tissier, comédien français (° 1er avril 1896).
  - George Woodbridge, acteur anglais (° 16 février 1907).

### Avril
- 2 avril : Joseph-Charles Lefèbvre, cardinal français (° 15 avril 1892).
- 7 avril : Sébastien Laurent, peintre et sculpteur français (° 18 septembre 1887).
- 8 avril : Pablo Picasso, peintre et sculpteur espagnol  (° 25 octobre 1881).
- 11 avril :
  - Ted de Corsia, acteur américain (° 29 septembre 1903).
  - Henry-Jacques, poète français (° 22 février 1886).
- 14 avril : Alexeï Pakhomov, illustrateur et peintre avant-gardiste russe puis soviétique (° 15 octobre 1900).
- 19 avril :
  - Raymond Brechenmacher, graveur au burin et peintre français (° 19 avril 1897).
  - Hans Kelsen, juriste américain d'origine autrichienne (° 11 octobre 1881).
  - Miklós László, dramaturge, acteur et scénariste hongrois, devenu américain (° 20 mai 1903).
- 20 avril :
  - Robert Armstrong, acteur américain (° 20 avril 1890).
  - Henri Rolin, homme politique belge (° 3 mai 1891).
- 23 avril : Allegro Grandi, coureur cycliste italien (° 19 janvier 1907).
- 24 avril : Hamilton Fish Armstrong,  diplomate américain, rédacteur en chef de la revue Foreign Affairs (° 7 avril 1893).
- 26 avril : Pierre Delarue-Nouvellière, architecte, peintre, illustrateur et photographe français (° 19 janvier 1889).
- 27 avril : Vojtech Adamec, compositeur, chef d'orchestre et enseignant slovaque (° 12 juillet 1926).
- 29 avril : Manfred Gurlitt, compositeur et chef d'orchestre allemand (° 6 septembre 1890).

### Mai
- 1er mai : Asger Jorn, peintre danois (° 3 mars 1913).
- 4 mai : Michel Patrix, peintre et graveur français (° 25 mai 1917).
- 11 mai : Lex Barker, acteur américain (° 8 mai 1918).
- 13 mai : Paul Jouve, peintre et sculpteur français (° 16 mai 1878).
- 14 mai : Saúl Calandra, footballeur international argentin (° 22 octobre 1904).
- 15 mai : Albert Dequène, peintre français (° 27 décembre 1897).
- 16 mai : Robert Bréard, musicien français (° 18 janvier 1894).
- 18 mai : Francis Carpenter, acteur américain (° 9 juillet 1910).
- 19 mai :
  - George Breakston, acteur, réalisateur, producteur et scénariste franco-américain (° 22 janvier 1920).
  - Léon Louyet, coureur cycliste belge (° 7 juillet 1906).
- 20 mai :
  - Renzo Pasolini, pilote motocycliste italien (° 18 juillet 1938).
  - Jarno Saarinen, pilote motocycliste finlandais (° 11 décembre 1945).
- 24 mai : Jean-Jules Dufour, peintre, illustrateur et aquafortiste français (° 1er mai 1889).
- 29 mai : P. Ramlee, acteur, réalisateur et musicien malaisien (° 22 mars 1929).

### Juin
- 3 juin : Walter Bodmer, peintre et sculpteur suisse (° 12 août 1903).
- 8 juin : Sydney Lough Thompson, peintre néo-zélandais (° 24 janvier 1877).
- 10 juin : Erich von Manstein, célèbre général du Troisième Reich (° 24 novembre 1887).
- 16 juin : František Černický, footballeur international autrichien (° 16 septembre 1902).
- 17 juin : Léon Petizon, peintre et poète français (° 12 octobre 1920).
- 18 juin :
  - Roger Delgado, acteur anglais (° 1er mars 1918).
  - Eugène Narbonne, peintre et illustrateur français (° 7 juin 1885).
- 25 juin :
  - Edward Cakobau, chef coutumier autochtone, soldat, homme politique et joueur de cricket fidjien (° 21 décembre 1908).
  - Frank Hagney, acteur australien (occasionnellement boxeur et cascadeur) (° 20 mars 1884).
- 30 juin : François-Maurice Roganeau, peintre, illustrateur et sculpteur français (° 13 janvier 1873).

### Juillet
- 1er juillet : Barry Diawadou, homme politique guinéen (° 10 mai 1916).
- 4 juillet : Jaime Noaín, matador espagnol (° 20 mai 1901).
- 6 juillet :
  - Joe E. Brown, acteur, comédien et commentateur sportif américain (° 28 juillet 1892).
  - Otto Klemperer, chef d'orchestre allemand (° 14 mai 1885).
  - Wickey McAvoy, joueur de baseball américain (° 20 octobre 1894).
- 8 juillet : Arthur Calwell, homme politique britannique puis australien (° 28 août 1896).
- 11 juillet : José Joe Baxter, militant politique argentin (° 24 mai 1941).
- 18 juillet : Jack Hawkins, acteur et producteur britannique (° 14 septembre 1910).
- 20 juillet : Bruce Lee, américano-chinois, acteur, maître en arts martiaux (° 27 novembre 1940).
- 24 juillet : Adolf Hoffmeister, peintre, caricaturiste, illustrateur, scénographe, écrivain, dramaturge, traducteur, commentateur radio, enseignant, critique d'art, diplomate et voyageur tchèque  (° 15 août 1902).
- 25 juillet : Louis St. Laurent, ancien Premier ministre du Canada (° 1er février 1882).
- 26 juillet : John Stol, coureur cycliste néerlandais (° 19 avril 1885).

### Août
- 1er août :
  - Jan Domela, peintre et illustrateur hollandais naturalisé américain (° 22 août 1894).
  - Walter Ulbricht, homme politique est-allemand (° 30 juin 1893).
  - Frederick Worlock, acteur anglais (° 14 décembre 1886).
- 2 août : Jean-Pierre Melville, réalisateur français (° 20 octobre 1917).
- 6 août :
  - Fulgencio Batista, dictateur cubain (° 16 janvier 1901).
  - Billy Nelson, acteur américain (° 19 juillet 1903).
- 11 août : Lucien-Marie Pillot, peintre français (° 22 janvier 1882).
- 16 août : Selman Waksman, microbiologiste américain (° 22 juin 1888).
- 17 août : Jean Barraqué, compositeur français d'inspiration sérielle (° 17 janvier 1928).
- 18 août : François Bonlieu, skieur français (° 21 mars 1937).
- 20 août : Marcel Duc, coureur cycliste français (° 11 avril 1908).
- 25 août : Knud Bastrup-Birk, footballeur international danois (° 12 décembre 1919).
- 27 août : Tol Avery, acteur américain (° 28 août 1915).
- 29 août : Michael Dunn, acteur et chanteur américain (° 20 octobre 1934).
- 31 août : John Ford, réalisateur de cinéma américain (° 1er février 1894).
- ? août : Raymond Charmet, peintre et critique d'art français (° 1904).

### Septembre
- 2 septembre : John Ronald Reuel Tolkien, écrivain britannique (° 3 janvier 1892).
- 4 septembre : Elise Ottesen-Jensen, journaliste suédoise (° 2 janvier 1886).
- 6 septembre : Matthias Toliman, homme politique papou-néo-guinéen (° 25 août 1925).
- 7 septembre : Alfred Lombard, peintre français (° 24 avril 1884).
- 11 septembre :
  - Salvador Allende, homme politique chilien (° 26 juin 1908).
  - Edward Evan Evans-Pritchard, ethnologue britannique (° 21 septembre 1902).
- 12 septembre : Otto Nebel, peintre et poète allemand (° 25 décembre 1892).
- 13 septembre :
  - Martín Chambi, photographe péruvien (° 5 novembre 1891).
  - Sun Ke, homme politique chinois (° 21 octobre 1891).
- 15 septembre : Gustave VI Adolphe, roi de Suède (° 11 novembre 1882).
- 16 septembre : Charles Okala, homme politique camerounais (° 19 octobre 1910).
- 18 septembre :
  - Remo Bertoni, coureur cycliste italien (° 21 juin 1909).
  - Théo Lefèvre, homme politique belge (° 17 janvier 1914).
- 22 septembre: Paul Van Zeeland, avocat et homme d'État belge (° 11 novembre 1893).
- 23 septembre : Pablo Neruda, poète, diplomate et journaliste chilien, prix Nobel de littérature (° 12 juillet 1904).
- 24 septembre :
  - Ted Adams, acteur américain (° 17 mars 1890).
  - Juan Aretio,  joueur et entraîneur de football espagnol (° 10 juillet 1922).
  - Josué de Castro, écrivain, médecin, géographe, homme politique brésilien (° 5 septembre 1908).
  - Hushang Irani, poète, traducteur, journaliste et peintre iranien (° septembre 1925).
  - Nikolaï Joukov, peintre, graphiste, illustrateur et affichiste russe puis soviétique (° 19 novembre 1908).
- 26 septembre :
  - Alfred Giess, peintre français (° 21 avril 1901).
  - Anna Magnani, actrice italienne (° 7 mars 1908).
- 27 septembre : Štefan Osuský, homme politique et diplomate tchécoslovaque (° 31 mars 1889).
- 28 septembre :
  - Mantan Moreland, acteur américain (° 3 septembre 1902).
  - Fernand Raynaud, humoriste français (° 17 mai 1926).
- 29 septembre : 
  - Wystan Hugh Auden, poète et critique anglais (° 21 février 1907).
  - Nurullah Esat Sümer, homme politique turc (° 1899).
- 30 septembre : Walter Abendroth, compositeur allemand (° 29 mai 1896).

### Octobre
- 2 octobre : 
  - Arthur Bossler, résistant français chef des Forces françaises de l'intérieur (FFI) de La Robertsau pendant la Seconde Guerre mondiale (° 6 janvier 1906).
  - Paavo Nurmi, athlète finlandais (° 13 juin 1897).
- 6 octobre :
  - Sidney Blackmer, acteur américain (° 13 juillet 1895).
  - François Cevert, coureur automobile français (° 25 février 1944).
  - Dennis Price, acteur britannique (° 23 juin 1915).
- 10 octobre : Ludwig von Mises, économiste autrichien (° 29 septembre 1881).
- 11 octobre :
  - Walter Audisio, homme politique et résistant italien (° 28 juin 1909).
  - Mauro Núñez, musicien et compositeur bolivien (° 15 janvier 1902).
- 15 octobre : José Juliá Ribas, footballeur espagnol (° 6 octobre 1895).
- 17 octobre : 
  - Ingeborg Bachmann, écrivaine autrichienne (° 25 juin 1926).
  - Jacques Favre de Thierrens, aviateur et peintre français (° 18 février 1895).
- 18 octobre : Maurice Leroy, peintre, illustrateur, décorateur et dessinateur humoriste français (° 20 mai 1885).
- 19 octobre : Henri Therme, peintre français (° 28 mai 1900).
- 21 octobre :
  - Jules Matton, coureur cycliste belge (° 10 octobre 1897).
  - Otto Albert Tichý, organiste et compositeur austro-hongrois puis tchécoslovaque (° 14 août 1890).
- 22 octobre : Pablo Casals, violoncelliste, chef d'orchestre et compositeur espagnol (° 29 décembre 1876).
- 23 octobre : Nellie Sengupta, femme politique indienne d'origine britannique (° 12 janvier 1886).
- 25 octobre : Émile Masson, coureur cycliste belge (° 16 octobre 1888).
- 26 octobre : James Bell, acteur américain (° 1er décembre 1891).
- 29 octobre : Cecilia Cuțescu-Storck, peintre roumaine (° 14 mars 1879).

### Novembre
- 1er novembre : Vladimir Sterligov, peintre et poète russe puis soviétique (° 18 mars 1904).
- 2 novembre : Thomas William Lemuel Prowse, homme politique canadien (° 31 août 1888).
- 3 novembre :
  - Marc Allégret, réalisateur, scénariste de cinéma français (° 22 décembre 1900).
  - Lucien Potronat, peintre et aquarelliste français (° 5 octobre 1899).
- 6 novembre : Noël Roquevert, comédien français (° 18 décembre 1894).
- 13 novembre :
  - Nicolas Eekman, peintre figuratif néerlandais (° 9 août 1889).
  - Bruno Maderna, compositeur et chef d'orchestre italien (° 21 avril 1920).
- 15 novembre : Pompeo Borra, peintre italien (° 28 janvier 1898).
- 18 novembre : Peter Thomas McKeefry, cardinal néo-zélandais, archevêque de Wellington (° 3 juillet 1899).
- 22 novembre : Vladimir Stojarov, peintre soviétique (° 3 janvier 1926).
- 24 novembre : Robert Ellis, acteur américain (° 24 août 1933).
- 28 novembre :
  - Marthe Bibesco, écrivaine franco-roumaine (° 28 janvier 1886).
  - Sarah Lipska, peintre, styliste et décoratrice française d’origine polonaise (° 7 décembre 1882).

### Décembre
- 1 décembre : 
  - David Ben Gourion, homme politique israelien, fondateur de l'État d'Israël (° 16 octobre 1886).
  - Willem Hesselink, footballeur international néerlandais (° 8 février 1878).
- 3 décembre : Adolfo Ruiz Cortines, président du Mexique, entre 1952 et 1958 (° 30 décembre 1890).
- 8 décembre :
  - Charles Maillard, peintre, professeur des beaux-arts et administrateur scolaire canadien d'origine française (° 8 mars 1887).
  - Şehzade Mehmed Abid, sultan ottoman (° 17 septembre 1905).
- 10 décembre : Ernest J. Dawley, militaire américain (° 17 février 1886).
- 11 décembre : Angiolo Gabrielli, coureur cycliste italien (° 20 janvier 1894).
- 12 décembre :
  - Atilio García, footballeur urugayen (° 26 août 1914).
  - Willi Oelgardt, joueur et entraîneur de football allemand (° 31 octobre 1912).
- 13 décembre : Fanny Heldy, chanteuse d'opéra belge (° 28 février 1888).
- 17 décembre :
  - Amleto Cicognani, cardinal italien, secrétaire d'État (° 24 février 1883).
  - Charles Greeley Abbot, astronome américain (° 31 mai 1872).
  - Patrick Hadley, compositeur, chef d'orchestre et pédagogue anglais (° 5 mars 1889).
- 20 décembre :
  - Bobby Darin, auteur-compositeur-interprète et acteur américain (° 14 mai 1936).
  - Isis Kischka, peintre figuratif français (° 26 octobre 1908).
  - James Madhavan, syndicaliste et homme politique fidjien (° vers 1915).
- 21 décembre : Robert Le Noir, peintre, dessinateur de presse et illustrateur français (° 26 mars 1894).
- 23 décembre :
  - Gerard Kuiper, astronome néerlandais (° 7 décembre 1905).
  - Édouard-Henri Muller, peintre français (° 15 avril 1898).
  - Bruno Wolke, coureur cycliste allemand (° 4 mai 1904).
- 24 décembre :
  - Louis Neillot, peintre français (° 11 février 1898).
  - Periyar E. V. Ramasamy, homme politique indien (° 17 septembre 1879).
- 25 décembre : Otto Morach, peintre suisse (° 2 août 1887).
- 26 décembre : Steven Geray, acteur américain d'origine hongroise (° 10 novembre 1904).
- 30 décembre : Henri Büsser, organiste, compositeur et chef d'orchestre français (° 16 janvier 1872).

### Date inconnue
- Danny Green, acteur britannique (° 26 mai 1903).